# 岐國公主
岐國公主（生没年不詳），完顏氏，成吉思汗妻妾之一，金朝和親公主。她是成吉思汗第四斡兒朵（Horde，大帐）之首，因為身份地位高貴，所以又被人稱為「公主皇后」。

## 生平
公主是金朝第七任皇帝衛紹王完颜永济的第四個女兒，母親是欽聖夫人袁氏。至宁元年（1213年），蒙古軍包圍中都（今北京），金宣宗遣使求和，與大臣商議後決定向蒙古表達和親的意願，貞祐二年（1214年），金宣宗命完颜承晖赴蒙军议和，而成吉思汗也接受了這個請求，成吉思汗提出的条件也被金朝接受，献童男女各五百、绣衣三千件、御马三千匹和大批金银珠玉。成吉思汗便派使者進城挑選新娘。當時金朝皇帝的女兒裡，還沒出嫁的一共有七人。其中岐國公主虽然沒有出眾的美貌，却最為秀慧。經過討論，決定讓岐國公主嫁到蒙古，由完颜合达领亲卫军护送，她的母亲欽聖夫人也一同隨行到蒙古。
公主引見使者阿剌淺，阿剌淺先是在階下向她朝拜，並請她也北向大蒙古國朝拜，公主不敢拒絕。之後金人便送公主出嫁，因此金人為公主準備非常豐厚的嫁妝，當時陪嫁的護駕大將十人、軍隊百人、童男童女五百人、采繡之衣三千套、御馬三千匹，另有不少金銀珠寶、古玩玉器。而公主的母親欽聖夫人袁氏也一同隨行到蒙古。當隊伍到了大蒙古國的時候，國人都非常高興，尊稱她為「公主皇后」（公主可敦）。成吉思汗也因為她是高貴公主的關係，對她相當厚待，守成吉思汗第四斡耳朵（帐殿），並且在斡儿洹水（斡耳寒河，今鄂尔浑河）西邊為她建築專屬她的斡兒朵。
知名的道士丘處機在前往西域時，曾經路過和林，當時岐國公主與從西夏嫁來的察合公主都曾經派遣使者送日用品與食物給丘處機。之後窩闊台包圍汴京的時候，金哀宗向他求和，曾以梁王完顏從恪做人質，降表裡提到梁王妹公主就在蒙古，以此為訴求。
岐國公主沒有生育，享壽頗高。當阿里不哥在和林自行即位的時候（1259年—1264年），公主尚在人世。

## 延伸阅读
[在维基数据编辑]
 《新元史/卷104》，出自柯劭忞《新元史》